# Ignaz Schnitzer
Pour les articles homonymes, voir Schnitzer.
Œuvres principales
Der Zigeunerbaron
Ignaz Schnitzer (né le 4 décembre 1839 à Ratzersdorf (Autriche-Hongrie), mort le 18 juin 1921 à Vienne) est un librettiste, journaliste et écrivain autrichien.

## Biographie
Ignaz Schnitzer commence des études de philosophie à Pest mais devient vite journaliste. En 1857, il s'installe à Vienne et écrit pour divers journaux comme le Pester Lloyd ou le Fremden-Blatt. En 1867, il retourne à Budapest et est membre de la rédaction de Bécsi Debatte. En 1869, il fonde avec Zsigmond Bródy le journal Neues Pester Journal, dont il sera le rédacteur en chef pendant dix ans.
Par ailleurs, il traduit des pièces hongroises pour le théâtre germanophone, comme Rauschgold d'Ede Szigligeti pour le Burgtheater ou Held Pálffy de Mór Jókai pour le Carltheater.
Après avoir vendu sa part du Neuen Pester Journal, il déménage à Vienne en 1881 et travaille principalement comme librettiste et traducteur, notamment des œuvres de Sándor Petőfi. Son amitié avec Johann Strauss fils l'amène à écrire le livret de Der Zigeunerbaron et un livre historique et en partie biographique Bunte Geschichten aus der Johann-Strauß-Zeit.
Pour le Venedig in Wien, il organise le financement en tant que copropriétaire et fait la construction de nouvelles attractions comme la Grande Roue. En 1894, il conçoit le jubilé des cinquante ans de pouvoir de François-Joseph Ier et commande un tableau de grande dimension à Oskar Marmorek.

## Œuvre
Livrets
- Joggeli. Opéra en trois actes. Musique de Wilhelm Taubert. 1853.
- Muzzedin. Opéra comique en deux actes. Musique de Siegmund Bachrich. 1883.
- Der Goldmensch. Pièce en cinq actes de Mór Jokai, adaptation libre. Musique de Adolf Müller junior. 1885.
- Der Zigeunerbaron. Opérette en trois actes d'après une nouvelle de Mór Jókai. Musique de Johann Strauss fils. 1885.
- Rafaela. Opéra comique en trois actes d'Adolph Schirmer et Ignaz Schnitzer. Musique de Max Wolf. 1886.
- Das Orakel. Opérette en trois actes. Libre adaptation de l'œuvre de Gergely Csiky. Musique de Josef Hellmesberger II. 1889
- Die Königsbraut. Opéra comique en trois actes. Musique de Robert Fuchs. 1889.
- Paris in Wien. Pièce. Texte de F. Zell. Chansons d'Ignaz Schnitzer. Musique de Josef Bayer. 1890.
- Die Salzburger Glocken. Pièce d'après Mozart d'Ignaz Schnitzer et Sigmund Schlesinger. Jamais présenté. Vers 1890.
- Husarenblut. Opérette en trois actes. Musique de Hugo Felix. 1894.
- Die Venus von Murán. Opéra en trois actes d'Ignaz Schnitzer et Georg Verö. Jamais présenté. Vers 1900.
- Kaspar. Opérette en trois actes. Texte de F. Zell et Ignaz Schnitzer. Musique de Josef Bayer. 1902.
- Bruder Straubinger. Opérette en 3 actes de Moritz West et Ignaz Schnitzer. Musique d'Edmund Eysler. 1903.
- Pufferl. Opérette en trois actes de Sigmund Schlesinger et Ignaz Schnitzer. Musique d'Edmund Eysler. 1905.
- Der Elektriker. Opérette en trois actes de Sigmund Schlesinger et Ignaz Schnitzer. Musique de Carl Josef Fromm. 1906.
- Tip Top. Opérette en trois actes d'Ignaz Schnitzer et Sigmund Schlesinger. Musique de Josef Stritzko. 1907.
- Kreolenblut. Opérette en trois actes d'Ignaz Schnitzer et Emerich von Gatti. Musique de Heinrich Berté. 1910.

## Source de la traduction
- (de) Cet article est partiellement ou en totalité issu de l’article de Wikipédia en allemand intitulé « Ignaz Schnitzer » (voir la liste des auteurs).